# Meidericher Spielverein Duisburg 1972-1973
Questa voce raccoglie le informazioni riguardanti il Meidericher Spielverein Duisburg nelle competizioni ufficiali della stagione 1972-1973.

## Stagione
Nella stagione 1972-1973 il Duisburg, allenato da Rudi Faßnacht, concluse il campionato di Bundesliga al 10º posto. In Coppa di Germania il Duisburg fu eliminato agli ottavi di finale dal Hertha Berlino. In Coppa di Lega il Duisburg fu eliminato nella fase a gironi.

## Rosa
| N. |                     | Ruolo | Calciatore        |
| -- | ------------------- | ----- | ----------------- |
|    | Germania (bandiera) | P     | Volker Danner     |
|    | Germania (bandiera) | P     | Martin Holscher   |
|    | Germania (bandiera) | P     | Dietmar Linders   |
|    | Germania (bandiera) | D     | Michael Bella     |
|    | Germania (bandiera) | D     | Klaus Bruckmann   |
|    | Germania (bandiera) | D     | Erwin Häming      |
|    | Germania (bandiera) | D     | Hartmut Heidemann |
|    | Germania (bandiera) | D     | Detlef Pirsig     |
|    | Germania (bandiera) | D     | Kurt Rettkowski   |
|    | Germania (bandiera) | D     | Ernst Savkovic    |
|    | Germania (bandiera) | D     | Rainer Traugott   |
|    | Germania (bandiera) | C     | Herbert Büssers   |

| N. |                     | Ruolo | Calciatore       |
| -- | ------------------- | ----- | ---------------- |
|    | Germania (bandiera) | C     | Jonny Hey        |
|    | Germania (bandiera) | C     | Bernd Lehmann    |
|    | Germania (bandiera) | C     | Hannes Linßen    |
|    | Germania (bandiera) | C     | Lothar Schneider |
|    | Germania (bandiera) | C     | Werner Schneider |
|    | Germania (bandiera) | A     | Peter Cestonaro  |
|    | Germania (bandiera) | A     | Bernard Dietz    |
|    | Germania (bandiera) | A     | Rudolf Seliger   |
|    | Germania (bandiera) | A     | Norbert Sobbe    |
|    | Germania (bandiera) | A     | Ronnie Worm      |
|    | Germania (bandiera) | A     | Klaus Wunder     |

## Organigramma societario
Area tecnica
- Allenatore: Rudi Faßnacht
- Allenatore in seconda: Willibert Kremer
- Preparatore dei portieri:
- Preparatori atletici:

## Calciomercato

### Sessione estiva
| Acquisti | Acquisti  | Acquisti         | Acquisti |
| R.       | Nome      | da               | Modalità |
| -------- | --------- | ---------------- | -------- |
| C        | Jonny Hey | Blau-Weiß Berlin |          |

| Cessioni | Cessioni               | Cessioni       | Cessioni |
| R.       | Nome                   | a              | Modalità |
| -------- | ---------------------- | -------------- | -------- |
| D        | Heinz-Peter Buchberger | Hertha Berlino |          |
| C        | Johannes Riedl         | Hertha Berlino |          |
| D        | Helmut Roth            | Sant Andreu    |          |

### Sessione invernale
| Acquisti | Acquisti | Acquisti | Acquisti |
| R.       | Nome     | da       | Modalità |
| -------- | -------- | -------- | -------- |

| Cessioni | Cessioni     | Cessioni           | Cessioni |
| R.       | Nome         | a                  | Modalità |
| -------- | ------------ | ------------------ | -------- |
| C        | Đorđe Pavlić | Schwarz-Weiß Essen |          |
| A        | Rainer Budde | Schalke 04         |          |

## Risultati

### Bundesliga

#### Girone di andata
| Arbitro: | Quindeau |

|                                   |           |                           |
| Heynckes 20’, 67’ Wimmer 63’, 82’ | Marcatori | 26’, 87’ Wunder 89’ Bella |

| Arbitro: | Horstmann |

|  |           |               |
|  | Marcatori | 78’ Schwemmle |

| Arbitro: | Berner |

|           |           |                |
| Budde 86’ | Marcatori | 57’ Kapellmann |

| Arbitro: | Fuchs |

|           |           |                       |
| Hönig 46’ | Marcatori | 12’ Wunder 51’ Pirsig |

| Arbitro: | Engel |

|                         |           |              |
| Hey 19’ Wunder 43’, 87’ | Marcatori | 6’ Deterding |

| Kaiserslautern 7 ottobre 1972, ore 15:30 CET 6ª giornata | Kaiserslautern | 0 – 0 referto | Duisburg | Betzenbergstadion (6 500 spett.)\| Arbitro: \| Schulenburg \| |
| Arbitro:                                                 | Schulenburg    |               |          |                                                               |

| Duisburg 14 ottobre 1972, ore 15:30 CET 7ª giornata | Duisburg | 0 – 0 referto | Fortuna Düsseldorf | Wedaustadion (31 000 spett.)\| Arbitro: \| Basedow \| |
| Arbitro:                                            | Basedow  |               |                    |                                                       |

| Arbitro: | Siepe |

|                              |           |             |
| Walitza 30’ Dietz 85’ (aut.) | Marcatori | 57’ Seliger |

| Arbitro: | Dittmer |

|                                  |           |  |
| Wunder 34’, 44’ Seliger 58’, 65’ | Marcatori |  |

| Arbitro: | Lutz |

|                            |           |  |
| Müller 23’ (rig.) Roth 50’ | Marcatori |  |

| Arbitro: | Gabor |

|                                             |           |            |
| Bella 60’ Wunder 65’ Seliger 71’ Pirsig 87’ | Marcatori | 47’ Jakobs |

| Arbitro: | Wohlfarth |

|  |           |                        |
|  | Marcatori | 37’ Seliger 88’ Wunder |

| Arbitro: | Schröck |

|                             |           |                     |
| Wunder 13’, 41’ (rig.), 66’ | Marcatori | 3’ Erler 30’ Jensen |

| Berlino 21 novembre 1972, ore 19:30 CET 14ª giornata | Hertha Berlino | 0 – 0 referto | Duisburg | Stadio Olimpico (10 000 spett.)\| Arbitro: \| Dittmer \| |
| Arbitro:                                             | Dittmer        |               |          |                                                          |

| Duisburg 25 novembre 1972, ore 15:30 CET 15ª giornata | Duisburg    | 0 – 0 referto | Wuppertal | Wedaustadion (25 000 spett.)\| Arbitro: \| Tschenscher \| |
| Arbitro:                                              | Tschenscher |               |           |                                                           |

| Arbitro: | Quindeau |

|           |           |             |
| Braun 12’ | Marcatori | 85’ Lehmann |

| Arbitro: | Fuchs |

|                    |           |               |
| Schneider 37’, 83’ | Marcatori | 56’ Grabowski |

#### Girone di ritorno
| Arbitro: | Linn |

|                        |           |                 |
| Pirsig 32’ Lehmann 87’ | Marcatori | 31’, 36’ Bonhof |

| Arbitro: | Engel |

|                                |           |                                            |
| Köppel 42’ Brenninger 51’, 76’ | Marcatori | 7’ Worm 15’, 70’ Wunder 83’ (rig.) Lehmann |

| Arbitro: | Geng |

|                                     |           |                |
| Overath 15’ Neumann 25’ Gebauer 49’ | Marcatori | 34’ Rettkowski |

| Arbitro: | Seiler |

|                            |           |  |
| Worm 15’ Bella 36’ Hey 65’ | Marcatori |  |

| Arbitro: | Meuser |

|                                                         |           |                                         |
| Reimann 15’ (rig.) Rühmkorb 19’ Siemensmeyer 42’ (rig.) | Marcatori | 32’ Wunder 40’ (rig.) Lehmann 86’ Dietz |

| Arbitro: | Ohmsen |

|                                        |           |                                         |
| Lehmann 23’ (rig.) Pirsig 83’ Worm 87’ | Marcatori | 17’ Bitz 30’ Pirrung 34’ Hošić 65’ Seel |

| Arbitro: | Hilker |

|                      |           |            |
| Schulz 54’ Budde 64’ | Marcatori | 67’ Linßen |

| Arbitro: | Schäfer |

|  |           |             |
|  | Marcatori | 82’ Walitza |

| Arbitro: | Meuser |

|                                                 |           |           |
| Ritschel 11’ Hickersberger 34’, 79’ Schäfer 88’ | Marcatori | 31’ Dietz |

| Arbitro: | Horstmann |

|                     |           |  |
| Worm 25’ Wunder 70’ | Marcatori |  |

| Arbitro: | Linn |

|                                             |           |  |
| Jakobs 20’, 56’ Hollmann 79’ Schumacher 83’ | Marcatori |  |

| Arbitro: | Seiler |

|             |           |               |
| Seliger 38’ | Marcatori | 8’, 76’ Weist |

| Arbitro: | Tschenscher |

|                      |           |            |
| Gersdorff 52’ (rig.) | Marcatori | 16’ Wunder |

| Arbitro: | Riegg |

|                              |           |                   |
| Dietz 28’ Lehmann 64’ (rig.) | Marcatori | 88’ (rig.) Müller |

| Arbitro: | Aldinger |

|                                              |           |  |
| Pröpper 19’, 49’ (rig.), 61’, 78’ Webers 85’ | Marcatori |  |

| Arbitro: | Betz |

|  |           |             |
|  | Marcatori | 66’ Kremers |

| Arbitro: | Huster |

|                 |           |                                         |
| Kalb 34’ (rig.) | Marcatori | 5’ Seliger 51’ (rig.) Lehmann 90’ Dietz |

### Coppa di Germania
| Arbitro: | Boe |

|                     |           |             |
| Dörr 32’ Michel 42’ | Marcatori | 46’ Seliger |

| Arbitro: | Eschweiler |

|                             |           |  |
| Linßen 10’, 60’ Büssers 52’ | Marcatori |  |

| Arbitro: | Tschenscher |

|             |           |                           |
| Seliger 43’ | Marcatori | 19’ Hermandung 47’ Müller |

| Arbitro: | Redelfs |

|                                       |           |                     |
| Beer 48’, 55’ Hanisch 66’ Gutzeit 69’ | Marcatori | 78’ Hey 88’ Lehmann |

### Coppa di Lega
| Arbitro: | Bonacker |

|                                      |           |           |
| Budde 1’ Worm 52’ Lehmann 70’ (rig.) | Marcatori | 65’ Majgl |

| Arbitro: | Köhler |

|                                         |           |                    |
| Büssers 37’ Bella 50’ Hey 75’ Dietz 77’ | Marcatori | 28’ (rig.) Erlhoff |

| Arbitro: | Hillebrand |

|                                    |           |                    |
| Heynckes 19’ Netzer 55’ Bonhof 75’ | Marcatori | 16’, 39’, 60’ Worm |

| Arbitro: | Overberg |

|                                |           |  |
| Bast 13’ Gecks 49’ Lippens 72’ | Marcatori |  |

| Krefeld 18 agosto 1972, ore CET 5ª giornata | Duisburg | 0 – 0 referto | Borussia M'gladbach | Grotenburg Stadion (6 000 spett.)\| Arbitro: \| Bonacker \| |
| Arbitro:                                    | Bonacker |               |                     |                                                             |

| Arbitro: | Rieb |

|                                    |           |                       |
| Lausen 13’ Albert 27’ Schulitz 68’ | Marcatori | 31’ Dietz 71’ Büssers |

## Statistiche

### Statistiche di squadra
| Competizione      | Punti | In casa | In casa | In casa | In casa | In casa | In casa | In trasferta | In trasferta | In trasferta | In trasferta | In trasferta | In trasferta | Totale | Totale | Totale | Totale | Totale | Totale | DR |
| Competizione      | Punti | G       | V       | N       | P       | Gf      | Gs      | G            | V            | N            | P            | Gf           | Gs           | G      | V      | N      | P      | Gf     | Gs     | DR |
| ----------------- | ----- | ------- | ------- | ------- | ------- | ------- | ------- | ------------ | ------------ | ------------ | ------------ | ------------ | ------------ | ------ | ------ | ------ | ------ | ------ | ------ | -- |
| Bundesliga        | 33    | 17      | 8       | 4       | 5       | 30      | 18      | 17           | 4            | 5            | 8            | 23           | 36           | 34     | 12     | 9      | 13     | 53     | 54     | -1 |
| Coppa di Germania | -     | 2       | 1       | 0       | 1       | 4       | 2       | 2            | 0            | 0            | 2            | 3            | 6            | 4      | 1      | 0      | 3      | 7      | 8      | -1 |
| Coppa di Lega     | -     | 3       | 2       | 1       | 0       | 7       | 2       | 3            | 0            | 1            | 2            | 5            | 9            | 6      | 2      | 2      | 2      | 12     | 11     | +1 |
| Totale            | 33    | 22      | 11      | 5       | 6       | 41      | 22      | 22           | 4            | 6            | 12           | 31           | 51           | 44     | 15     | 11     | 18     | 72     | 73     | -1 |

### Andamento in campionato
| Giornata  | 1  | 2  | 3  | 4  | 5  | 6 | 7  | 8  | 9  | 10 | 11 | 12 | 13 | 14 | 15 | 16 | 17 | 18 | 19 | 20 | 21 | 22 | 23 | 24 | 25 | 26 | 27 | 28 | 29 | 30 | 31 | 32 | 33 | 34 |
| --------- | -- | -- | -- | -- | -- | - | -- | -- | -- | -- | -- | -- | -- | -- | -- | -- | -- | -- | -- | -- | -- | -- | -- | -- | -- | -- | -- | -- | -- | -- | -- | -- | -- | -- |
| Luogo     | T  | C  | C  | T  | C  | T | C  | T  | C  | T  | C  | T  | C  | T  | C  | T  | C  | C  | T  | T  | C  | T  | C  | T  | C  | T  | C  | T  | C  | T  | C  | T  | C  | T  |
| Risultato | P  | P  | N  | V  | V  | N | N  | P  | V  | P  | V  | V  | V  | N  | N  | N  | V  | N  | V  | P  | V  | N  | P  | P  | P  | P  | V  | P  | P  | N  | V  | P  | P  | V  |
| Posizione | 11 | 14 | 14 | 13 | 11 | 8 | 10 | 12 | 10 | 11 | 9  | 7  | 5  | 6  | 6  | 6  | 6  | 5  | 5  | 5  | 5  | 6  | 6  | 7  | 8  | 8  | 7  | 9  | 11 | 10 | 10 | 10 | 10 | 10 |

Legenda:

Luogo: C = Casa; T = Trasferta. Risultato: V = Vittoria; N = Pareggio; P = Sconfitta.

### Statistiche dei giocatori
| Giocatore     | Bundesliga | Bundesliga | Bundesliga  | Bundesliga | Coppa di Germania | Coppa di Germania | Coppa di Germania | Coppa di Germania | Coppa di Lega | Coppa di Lega | Coppa di Lega | Coppa di Lega | Totale   | Totale | Totale      | Totale     |
| Giocatore     | Presenze   | Reti       | Ammonizioni | Espulsioni | Presenze          | Reti              | Ammonizioni       | Espulsioni        | Presenze      | Reti          | Ammonizioni   | Espulsioni    | Presenze | Reti   | Ammonizioni | Espulsioni |
| ------------- | ---------- | ---------- | ----------- | ---------- | ----------------- | ----------------- | ----------------- | ----------------- | ------------- | ------------- | ------------- | ------------- | -------- | ------ | ----------- | ---------- |
| M. Bella      | 33         | 3          | 0           | 0          | 1                 | 0                 | 0                 | 0                 | 6             | 1             | 0             | 0             | 40       | 4      | 0           | 0          |
| K. Bruckmann  | 10         | 0          | 0           | 0          | 2                 | 0                 | 0                 | 0                 | 2             | 0             | 0             | 0             | 14       | 0      | 0           | 0          |
| R. Budde      | 14         | 1          | 0           | 0          | 0                 | 0                 | 0                 | 0                 | 5             | 1             | 0             | 0             | 19       | 2      | 0           | 0          |
| H. Büssers    | 20         | 0          | 0           | 0          | 1                 | 1                 | 0                 | 0                 | 6             | 2             | 0             | 0             | 27       | 3      | 0           | 0          |
| P. Cestonaro  | 0          | 0          | 0           | 0          | 0                 | 0                 | 0                 | 0                 | 0             | 0             | 0             | 0             | 0        | 0      | 0           | 0          |
| V. Danner     | 4          | 0          | 0           | 0          | 2                 | 0                 | 0                 | 0                 | 0             | 0             | 0             | 0             | 6        | 0      | 0           | 0          |
| B. Dietz      | 34         | 4          | 0           | 0          | 4                 | 0                 | 0                 | 0                 | 6             | 2             | 0             | 0             | 44       | 6      | 0           | 0          |
| H. Heidemann  | 0          | 0          | 0           | 0          | 0                 | 0                 | 0                 | 0                 | 3             | 0             | 0             | 0             | 3        | 0      | 0           | 0          |
| J. Hey        | 20         | 2          | 0           | 0          | 3                 | 1                 | 0                 | 0                 | 4             | 1             | 0             | 0             | 27       | 4      | 0           | 0          |
| M. Holscher   | 0          | 0          | 0           | 0          | 0                 | 0                 | 0                 | 0                 | 1             | 0             | 0             | 0             | 1        | 0      | 0           | 0          |
| E. Häming     | 0          | 0          | 0           | 0          | 1                 | 0                 | 0                 | 0                 | 0             | 0             | 0             | 0             | 1        | 0      | 0           | 0          |
| B. Lehmann    | 31         | 7          | 0           | 1          | 4                 | 1                 | 0                 | 0                 | 6             | 1             | 0             | 0             | 41       | 9      | 0           | 1          |
| D. Linders    | 30         | 0          | 0           | 0          | 2                 | 0                 | 0                 | 0                 | 5             | 0             | 0             | 0             | 37       | 0      | 0           | 0          |
| H. Linßen     | 29         | 1          | 0           | 0          | 4                 | 2                 | 0                 | 0                 | 2             | 0             | 0             | 0             | 35       | 3      | 0           | 0          |
| Đ. Pavlić     | 0          | 0          | 0           | 0          | 1                 | 0                 | 0                 | 0                 | 4             | 0             | 0             | 0             | 5        | 0      | 0           | 0          |
| D. Pirsig     | 33         | 4          | 0           | 0          | 3                 | 0                 | 0                 | 0                 | 6             | 0             | 0             | 0             | 42       | 4      | 0           | 0          |
| K. Rettkowski | 29         | 1          | 0           | 0          | 2                 | 0                 | 0                 | 0                 | 5             | 0             | 0             | 0             | 36       | 1      | 0           | 0          |
| E. Savkovic   | 14         | 0          | 0           | 0          | 4                 | 0                 | 0                 | 0                 | 2             | 0             | 0             | 0             | 20       | 0      | 0           | 0          |
| L. Schneider  | 3          | 0          | 0           | 0          | 2                 | 0                 | 0                 | 0                 | 0             | 0             | 0             | 0             | 5        | 0      | 0           | 0          |
| W. Schneider  | 24         | 2          | 0           | 0          | 4                 | 0                 | 0                 | 0                 | 6             | 0             | 0             | 0             | 34       | 2      | 0           | 0          |
| R. Seliger    | 29         | 7          | 0           | 0          | 4                 | 2                 | 0                 | 0                 | 2             | 0             | 0             | 0             | 35       | 9      | 0           | 0          |
| N. Sobbe      | 0          | 0          | 0           | 0          | 0                 | 0                 | 0                 | 0                 | 0             | 0             | 0             | 0             | 0        | 0      | 0           | 0          |
| R. Traugott   | 0          | 0          | 0           | 0          | 0                 | 0                 | 0                 | 0                 | 0             | 0             | 0             | 0             | 0        | 0      | 0           | 0          |
| R. Worm       | 33         | 4          | 0           | 0          | 2                 | 0                 | 0                 | 0                 | 2             | 4             | 0             | 0             | 37       | 8      | 0           | 0          |
| K. Wunder     | 34         | 17         | 0           | 0          | 4                 | 0                 | 0                 | 0                 | 1             | 0             | 0             | 0             | 39       | 17     | 0           | 0          |